# تومي باكستر
تومي باكستر (بالإنجليزية: Tommy Baxter)‏ هو لاعب دوري الرغبي نيوزيلندي، ولد في 1930، وتوفي في 26 مايو 2014.